# Ardisia stipitata
Ardisia stipitata är en viveväxtart som beskrevs av Fletcher. Ardisia stipitata ingår i släktet Ardisia och familjen viveväxter. Inga underarter finns listade i Catalogue of Life.